# Heath (musicista)
Heath, pseudonimo di Hiroshi Morie (森江 博?, Morie Hiroshi; Amagasaki, 22 gennaio 1968 – 29 ottobre 2023), è stato un bassista e compositore giapponese, membro della band X Japan.
Entrò nel gruppo nel 1992, per sostituire il bassista Taiji Sawada. Il primo album della band a cui prese parte fu Art of Life, EP contenente un'unica canzone di 29 minuti. Nel 1995 pubblica il suo primo lavoro solista, il mini-album Heath, seguito da alcuni singoli negli anni successivi. Restò negli X Japan fino allo scioglimento, avvenuto nel 1997.
Dopo lo scioglimento pubblicò un altro album da solista (Gang Age Cubist), e fondò i Dope Headz insieme all'ex compagno degli X Japan Pata e I.N.A, percussionista/programmatore degli Spread Beaver. Il gruppo cessò l'attività dopo due album. Heath riprese la sua carriera solista (pubblicando dei nuovi singoli ed un nuovo album tra il 2005 e il 2006), oltre a lavorare sporadicamente ad altri progetti come i Rats e i Lynx. Dal 2007 ha preso parte alla riunione degli X Japan, partecipando a tutti i concerti finora svolti come membro fisso.
Durante i due concerti al Nissan Stadium di Yokohama che si sono tenuti il 14 e 15 agosto 2010, Heath ha condiviso il palco per la prima ed unica volta con il suo predecessore Taiji Sawada, che per l'occasione era stato invitato come special guest, suonando insieme il brano "X".

## Discografia
X Japan
- "Art of Life" (1992)
- "Dalhia" (1996)

Sololista
- Heath (February 22, 1995) [7]
- "Meikyuu no Lovers" (October 7, 1996, second ending theme for the Detective Conan anime)
- "Traitor" (February 19, 1997, theme song for the TV series Toro Asia)
- "Crack Yourself" (April 22, 1998)
- Gang Age Cubist (June 10, 1998)
- "New Skin" (2005, CD and DVD)
- "Come to Daddy" (2005, CD and DVD)
- "The Live" (2005, CD and DVD)
- "Solid" (August 25, 2006)
- Desert Rain (July 16, 2006)
- "Sweet Blood" (November, 2009, distributed at fan club event "Sweet Vibration")

VHS/DVD
- Heath (February 22, 1995, sold with 1st solo album)
- Heath of All Films 1995.02.22 ~ 1997.12.31 (December 27, 1998)

Digital photo & video
- 「solid」 (January 10, 2005, CD-ROM)
- Six Nine Cell (2005, CD-ROM)
- Innosent World (January 1, 2007, CD-ROM)

Books
- Heath (March 30, 1993, music score)

Paranoia
- Come From Behind (1987)

Dope HEADz
- "Glow" (February 21, 2001)
- "True Lies" (April 25, 2001)
- Primitive Impulse (June 6, 2001)
- Planet of the Dope (July 24, 2002)

Rats
- "Traitor" (2004, comes with live documentary DVD, Dirty High)